# Вуттке, Мартин
Ма́ртин Ву́ттке (нем. Martin Wuttke; род. 8 февраля 1962, Гельзенкирхен) — немецкий актёр и театральный режиссёр.

## Биография
Мартин Вуттке учился в Бохуме в Вестфальском театральном училище, под руководством Клауса Паймана. Работал в театрах Гамбурга, Франкфурта-на-Майне, Штутгарта, в ряде театров Берлина, в том числе «Берлинер ансамбль», Немецком театре и Шиллер-театре, участвовал в Зальцбургском фестивале. В 1996—1997 годах был художественным руководителем театра «Берлинер ансамбль». Работал с режиссёрами Робертом Уилсоном, Хайнером Мюллером, Айнаром Шлеефом. Высшим достижением Вутке считается главная роль в поставленном Х. Мюллером в 1995 году спектакле «Карьера Артуро Уи» по пьесе Б. Брехта; эту роль на сцене «Берлинер ансамбль» Вутке играет и по сей день.
В 1999 году по приглашению Франка Кастрофа перешёл в театр «Фольксбюне». В 2002 году Вуттке впервые выступил в качестве режиссёра. С 2009 года является актёром венского Бургтеатера.
В 1995 и 2003 годах влиятельный немецкий журнал «Театр Сегодня» называл Мартина Вуттке «Лучшим актёром года».

## Творчество

### Роли в театре
- 1985 — «Гамлет» У. Шекспира. Постановка Хольгера Берга — Гамлет («Шаушпиль», Франкфурт-на-Майне)
- 1995 — «Карьера Артуро Уи» Б. Брехта. Постановка Хайнера Мюллера — Артуро Уи («Берлинер ансамбль»)
- «Арто и Гитлер в романском кафе»
- «Мастер и Маргарита» по М. А. Булгакову — Мастер

### Фильмография
- 1991 — Спальня Бастера (Германия)
- 1997 — 120 дней Боттропа
- 2000 — «Бесы» (по Ф. М. Достоевскому)
- 2000 — Некуда идти (Германия)
- 2000 — Легенды Риты — Эрвин
- 2003 — Розенштрассе (Германия, Нидерланды) — Йозеф Геббельс
- 2007 — Белые лилии (Германия)
- 2008 — Дельта (Германия)
- 2009 — Бесславные ублюдки (США) — Адольф Гитлер
- 2011 — Ханна. Совершенное оружие (США) — Кнепфлер
- 2012 — Облачный атлас — Мистер Бурхаар / Охранник / знахарь Лири
- 2014 — Самый опасный человек
- 2016 — Дуэлянт (Россия) —  немецкий барон